# Gonzalo Herrera Olivares
Gonzalo Herrera Olivares (falecido a 20 de setembro de 1579) foi um prelado católico romano que serviu como bispo auxiliar de Burgos (1568–1579).

## Biografia
No dia 23 de julho de 1568, Gonzalo Herrera Olivares foi nomeado durante o papado de Pio V como Bispo Auxiliar de Burgos e Bispo Titular de Laodicéia na Frígia. A 25 de julho de 1568, foi consagrado bispo por Scipione Rebiba, Cardeal-Sacerdote de Sant'Angelo in Pescheria, com Felice Peretti Montalto, Bispo de Sant'Agata de' Goti, e Umberto Locati, Bispo de Bagnoregio, servindo como co-consagradores. Olivares serviu como Bispo Auxiliar de Burgos até à sua morte, no dia 20 de setembro de 1579. Enquanto bispo, foi o principal co-sagrador de Sebastián Lartaún, Bispo de Cuzco (1571).